# Derek Schmidt
Derek Larkin Schmidt, né le 23 janvier 1968 à Independence, est un homme politique américain, membre du Parti républicain. Il est procureur général du Kansas de 2011 à 2023 et représentant des États-Unis pour le Kansas depuis 2025.